# Берёза, Вениамин Григорьевич
Вениамин Григорьевич Береза (06.07.1911, станица Павловская Кубанской области — 14.09.1990) — советский инженер, государственный деятель, лауреат Ленинской премии.

## Биография
Член ВКП(б)/КПСС с 1945 г.
Окончил Северо-Кавказский горно-металлургический институт (1937).
- 1937 начальник горных работ треста «Раздольстрой» (Краснодарский край)
- 1937—1939 главный инженер «Кадамджайстроя» (Киргизская ССР)
- 1939—1940 начальник строительства Мизурской штольни Садонского рудника (Северо-Осетинская АССР)
- 1940—1945 начальник рудника, заместитель директора комбината «Южуралникель»
- 1945—1954 главный инженер, затем директор Лениногорского полиметаллического комбината (Восточно-Казахстанская область)
- 1954 — 6.1957 заместитель министра цветной металлургии Казахской ССР
- 05.06.1957 — 1960 председатель СНХ Южно-Казахстанского экономического административного района
- 1960—1965 первый заместитель председателя СНХ СМ Казахской ССР
- 1965—1973 министр цветной металлургии Казахской ССР
- 1973—197. директор Института горного дела Академии наук Казахской ССР
- 197.-1980 заведующий лабораторией разработки мощных рудных залежей, консультант Института горного дела АН Казахской ССР.

С 1981 г. на пенсии.
Кандидат технических наук.
Депутат Верховного Совета Казахской ССР 4-8-го созывов.
Ленинская премия 1961 года — за участие в разработке и внедрении системы принудительного блокового обрушения руд на рудниках Лениногорского полиметаллического комбината.
Награждён орденами Ленина, Октябрьской Революции, Красной Звезды.